# Liste der Naturdenkmäler in Wels
Die Liste der Naturdenkmäler in Wels listet die als Naturdenkmal ausgewiesenen Objekte in der Statutarstadt Wels im Bundesland Oberösterreich auf. Bei den vier Naturdenkmälern handelt es sich ausschließlich um Bäume, wobei zwei Stieleichen, eine Rosskastanie und eine Sommer-Linde unter Schutz gestellt wurden. Die älteste Unterschutzstellung wurde im Jahr 1977 ausgesprochen, die jüngste 1993. In der Stadt Wels kam es bisher zu keinem Erlöschen eines Naturdenkmalbescheides.

## Naturdenkmäler
| Foto |                 | Name                 | ID    | Standort                                    | Beschreibung | Fläche | Datum      |
| ---- | --------------- | -------------------- | ----- | ------------------------------------------- | --- | ------ | ---------- |
| 1    | Datei hochladen | Rosskastanie in Wels | nd514 | Wels KG: Lichtenegg GrStNr: 1739/2 Standort | Die geschützte Rosskastanie befindet sich auf einer Grünfläche des Kreuzungsbereiches der Maria-Theresia-Straße mit der Bauernstraße und dem Kreuzweg. Zur Zeit der Unterschutzstellung wies die Kastanie einen Stammumfang von 2,45 m in einem Meter Höhe auf, hatte einen Kronendurchmesser von 13 m und eine Höhe von rund 17 m. Die Kastanie wurde nicht wegen ihrer Größe, sondern wegen ihrer landschaftsprägenden Wirkung im stark befahrenen Stadtteil zum Naturdenkmal erklärt. |        | 14.07.1993 |
| 1    | Datei hochladen | Sommerlinde          | nd099 | Wels KG: Lichtenegg GrStNr: 950/5 Standort  | Die Sommerlinde steht an der Nordwestecke des Betriebsgeländes der Firma Reifetzhammer. Sie stellt ein Relikt der Waldgesellschaften der Welser Heide dar. |        | 09.11.1977 |
| 1    | Datei hochladen | Stieleiche           | nd098 | Wels KG: Lichtenegg GrStNr: 950/8 Standort  | Die Stieleiche steht an der Nordwestecke des Betriebsgeländes der Firma Reifetzhammer. Sie stellt ein Relikt der Waldgesellschaften der Welser Heide dar und wurde gemeinsam mit der benachbarten Sommerlinde unter Schutz gestellt. |        | 09.11.1977 |
| 1    | Datei hochladen | Stieleiche in Wels   | nd276 | Wels KG: Obereisenfeld GrStNr: 200 Standort | Die geschützte Stieleiche befindet sich südlich der Ortschaft Oberthan am Rande eines Gerinnes. Der rund 400 Jahre alte Baum ist von einer Baumgruppe umgeben. Zur Zeit der Unterschutzstellung hatte die Eiche eine Höhe von rund 10 m und einen Stammdurchmesser von 1,2 m. Die Eiche stellt den Rest eines ursprünglichen Auwaldes dar. |        | 20.03.1984 |

| Foto:                    | Fotografie des Naturdenkmals. Klicken des Fotos erzeugt eine vergrößerte Ansicht. Daneben finden sich zwei Symbole: \| Weitere Bilder vorhanden \| Das Symbol bedeutet, dass weitere Fotos des Objekts verfügbar sind. Durch Klicken des Symbols werden sie angezeigt. \| \| Eigenes Foto hochladen \| Durch Klicken des Symbols können weitere Fotos des Objekts in das Medienarchiv Wikimedia Commons hochgeladen werden. \| |
| Name:                    | Bezeichnung des Naturdenkmals laut offiziellen Quellen |
| ID                       | Identifikator |
| Standort:                | Es ist die Gemeinde und falls vorhanden die Adresse angegeben. Darunter sind die Katastralgemeinde (KG) und die Grundstücksnummer angeführt. Durch Aufruf des Links Standort wird die Lage des Denkmals in verschiedenen Kartenprojekten angezeigt. |
| Beschreibung             | Kurze Beschreibung des Naturdenkmals |
| Fläche                   | Fläche des Naturdenkmals in Hektar (ha) |
| Datum                    | Datum oder Jahr der Unterschutzstellung |
| Weitere Bilder vorhanden | Das Symbol bedeutet, dass weitere Fotos des Objekts verfügbar sind. Durch Klicken des Symbols werden sie angezeigt. |
| Eigenes Foto hochladen   | Durch Klicken des Symbols können weitere Fotos des Objekts in das Medienarchiv Wikimedia Commons hochgeladen werden. |